# Harz Kurier

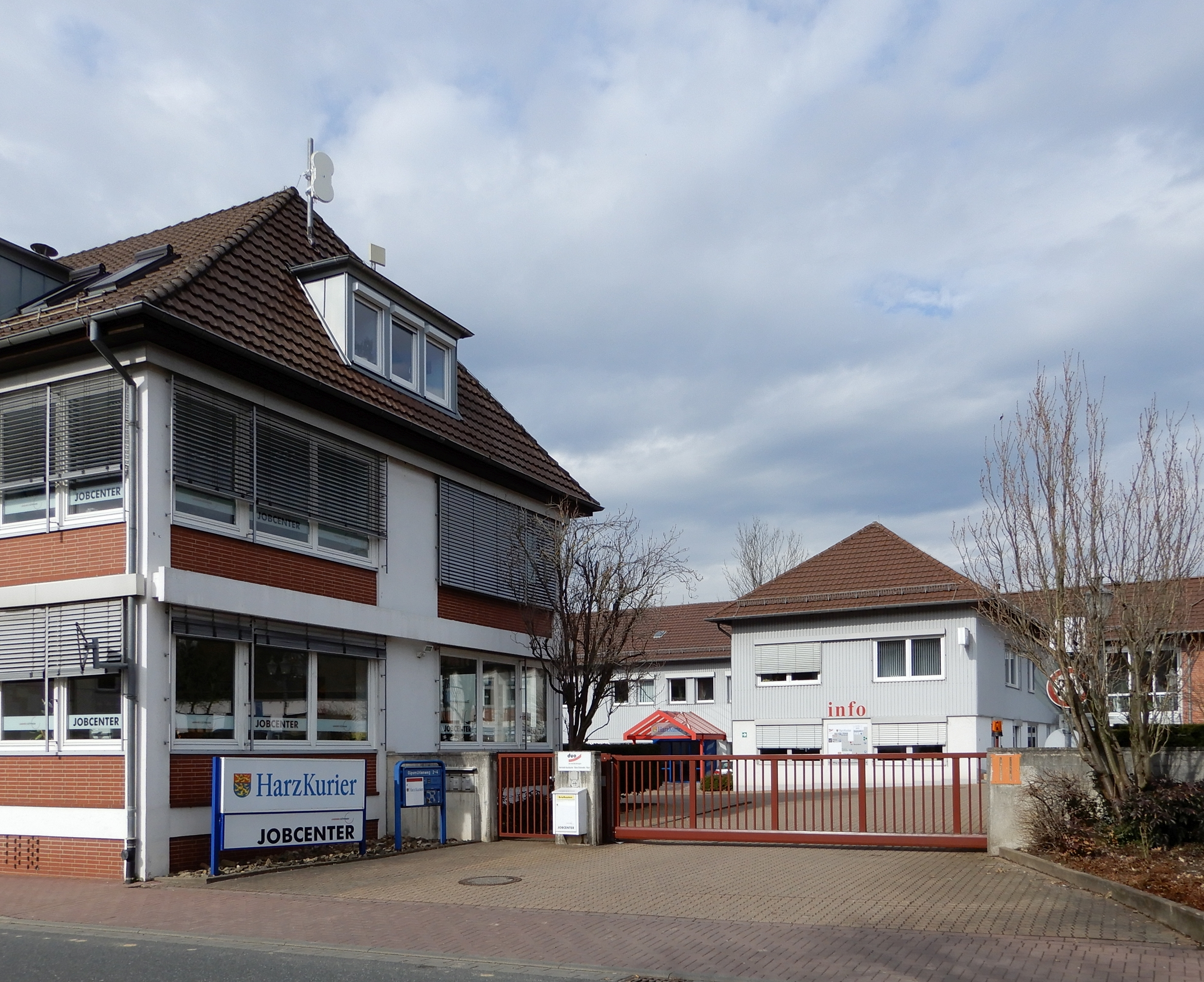
Sitz am Gipsmühlenweg in Osterode am Harz

Der Harz Kurier ist eine regionale deutsche Tageszeitung, die im ehemaligen Kreis Osterode am Harz und seinen Randgebieten in Südniedersachsen verbreitet wird.

## Geschichte
Der Jungfer Verlag aus Herzberg am Harz hatte 1969 die Osteroder Rundschau gegründet, aus der 1970 der Mantel Harz Kurier entstand, mit dem die seit 1959 erschienene Herzberger Zeitung, Nachfolger des 1848 gegründeten Anzeiger für den Flecken Herzberg und Anzeiger für das Fürstentum Grubenhagen, veröffentlicht wurde. Mit Ergänzung 1972 um die Herausgabe der Bad Lauterberger Zeitung und der Übernahme der Bad Sachsaer Nachrichten 1974 wurde die Zeitung zum Kreisblatt.
1990 verbreitete der Harz Kurier im Landkreis Nordhausen in Thüringen die Nordhäuser Zeitung, zog sich aber 1996 wieder zurück.
1996 erfolgte die Gründung der Harz Kurier Verlagsgesellschaft mbH & Co. KG, seit 2017 als Harz Kurier Verlag GmbH und seit September 2020 als Funke Harz Kurier GmbH firmierend. Seit der Einstellung des Osteroder Kreis-Anzeigers im Jahr 1997 ist der Harz Kurier alleinige Lokalzeitung im Verbreitungsgebiet. Zum 1. Juli 2007 übernahm das Medienhaus Braunschweig, das seit Januar 2007 selbst zur WAZ-Mediengruppe (ab 2013 Funke Mediengruppe) gehörte, die Zeitung. Die Braunschweiger Zeitung besaß zuvor bereits 35 % der Gesellschaftsanteile.
Von der Harz Kurier Verlagsgesellschaft wurden auch die Anzeigenblätter Echo zum Sonntag seit 1983 und der Harzer Wochenspiegel vertrieben, die wöchentlich erschienen und kostenlos an die Haushalte verteilt wurden. Der Harzer Wochenspiegel wurde im Dezember 2020 eingestellt, das Echo zum Sonntag im September 2023.
Im Jahr 2008 wurde der Druck der Zeitung nach Braunschweig verlegt.
Im Gipsmühlenweg in Osterode am Harz betreibt der Harz Kurier seine Geschäftsstelle mit Lokalredaktion und ein Service-Center mit Konzertkasse. Das Service-Center am Kornmarkt im Stadtzentrum wurde im August 2019 aufgegeben.

## Auflage
Der HarzKurier hat wie die meisten deutschen Tageszeitungen in den vergangenen Jahren an Auflage eingebüßt. Die verkaufte Auflage ist in den vergangenen 10 Jahren um durchschnittlich 4,6 % pro Jahr gesunken. Im vergangenen Jahr hat sie um 7,1 % abgenommen. Sie beträgt gegenwärtig 8921 Exemplare. Der Anteil der Abonnements an der verkauften Auflage liegt bei 91,8 Prozent.
| 1998  | 1999  | 2000  | 2001  | 2002  | 2003  | 2004  | 2005  | 2006  | 2007  | 2008  | 2009  | 2010  | 2011  | 2012  | 2013  | 2014  | 2015  | 2016  | 2017  | 2018  | 2019  | 2020  | 2021  | 2022  | 2023 | 2024 |
| ----- | ----- | ----- | ----- | ----- | ----- | ----- | ----- | ----- | ----- | ----- | ----- | ----- | ----- | ----- | ----- | ----- | ----- | ----- | ----- | ----- | ----- | ----- | ----- | ----- | ---- | ---- |
| 20160 | 19932 | 19979 | 19896 | 19462 | 19009 | 18606 | 18204 | 17899 | 17357 | 16800 | 16478 | 16014 | 15676 | 15372 | 14709 | 14339 | 13891 | 13381 | 12962 | 12570 | 12047 | 11696 | 11096 | 10320 | 9605 | 8921 |

| Quartal | Druck  | Abo    | Verkauft | Verbreitung |
| ------- | ------ | ------ | -------- | ----------- |
| 1970-1  | 4.871  | 1.261  | 1.321    | 4.710       |
| 1973-4  | 2.896  | 2.133  | 2.281    | 2.721       |
| 1982-4  | 12.430 | 11.317 | 11.878   | 11.982      |
| 1987-4  | 13.551 | 11.895 | 12.506   | 13.017      |
| 1992-4  | 21.628 | 15.887 | 18.314   | 20.191      |
| 1997-2  | 15.245 | 12.593 | 13.598   | 14.141      |
| 1997-3  | 20.493 | 16.145 | 17.365   | 19.437      |
| 1997-4  | 21.741 | 18.877 | 20.176   | 20.755      |